# Kennedy Space Center Launch Complex 39B
Launch Complex 39B (LC-39B), hay Tổ hợp Phóng 39B, là bệ phóng thứ hai trong ba bệ phóng tại Launch Complex 39 của Trung tâm Vũ trụ Kennedy ở Merritt Island, Florida. Bệ phóng này, cùng với Launch Complex 39A, ban đầu được thiết kế cho các phương tiện phóng Saturn V, mẫu tên lửa mạnh nhất của Hoa Kỳ vào thời điểm ấy. Thường được sử dụng cho các sứ mệnh bay vào không gian có người lái của NASA kể từ cuối thập niên 1960, bệ phóng hiện được cấu hình để phục vụ tên lửa Hệ thống Tên lửa đẩy Vũ trụ của cơ quan này, một phương tiện phóng bắt nguồn từ chương trình tàu con thoi hiện đang được sử dụng trong chương trình Artemis và các chiến dịch từ Mặt Trăng đến Sao Hỏa. LC-39B cũng đã được NASA cho công ty hàng không vũ trụ Northrop Grumman thuê để sử dụng làm địa điểm phóng cho phương tiện phóng OmegA, cũng như cho các chuyến bay thuộc chương trình National Security Space Launch và các phi vụ phóng thương mại.

## Lịch sử

### Chương trình Apollo
Năm 1961, Tổng thống Kennedy đề xuất với Quốc hội mục tiêu đưa con người lên Mặt Trăng vào cuối thập kỷ. Sự chấp thuận của Quốc hội đã dẫn đến việc khởi động chương trình Apollo, vốn đòi hỏi phải mở rộng đáng kể các hoạt động của NASA, bao gồm việc phát triển các hoạt động phóng từ Cape về phía bắc và phía tây, sang hòn đảo Merritt Island lân cận.
Launch Complex 39B được thiết kế để đáp ứng các phi vụ phóng Saturn V, tên lửa đẩy lớn và mạnh nhất vào thời điểm ấy, dùng để đưa tàu vũ trụ Apollo lên Mặt Trăng. Phi vụ phóng phóng đầu tiên của LC-39B vào tháng 5 năm 1969 cũng là lần phóng tên lửa Saturn V duy nhất từ bệ phóng này; tên lửa đó mang định danh SA-505, là chiếc phục vụ cho sứ mệnh Apollo 10.
Sau nhiệm vụ Apollo 17 vào năm 1972, Bệ phóng 39B đã được sử dụng để phóng Saturn IB. NASA cải tạo các bệ phóng di động cho tên lửa này bằng cách thêm một bệ mở rộng dạng "ghế đẩu" vào bệ phóng, nhờ đó tầng trên S-IVB và cánh tay xoay của tàu vũ trụ Apollo có thể tiếp cận các mục tiêu. Chúng được sử dụng cho ba chuyến bay có người lái của Skylab và Apollo-Soyuz vì các bệ phóng 34 và 37 của Saturn IB tại Mũi Canaveral đã ngừng hoạt động.

### Tàu con thoi
Với sự ra đời của chương trình tàu con thoi vào đầu những năm 1980, cấu trúc ban đầu của bệ phóng đã được cải tạo để đáp ứng nhu cầu mới. Bệ phóng 39A là nơi diễn ra tất cả các phi vụ phóng tàu con thoi cho đến tháng 1 năm 1986, khi tàu con thoi Challenger trở thành chiếc đầu tiên phóng từ bệ phóng 39B trong nhiệm vụ STS-51-L, khi Challenger bị phá hủy và phi hành đoàn thiệt mạng chỉ sau một phút bay.
Tổ hợp Phóng 39B đã phục vụ 53 lần phóng tàu con thoi cho đến tháng 12 năm 2006, khi Discovery được phóng từ bệ lần cuối cùng trong sứ mệnh STS-116. Các chuyến bay còn lại của chương trình đều tiến hành ở bệ phóng 39A. Để hỗ trợ cho sứ mệnh tàu con thoi cuối cùng tới Kính viễn vọng không gian Hubble, STS-125 được phóng từ 39A vào tháng 5 năm 2009, trong khi Endeavour được đặt trên bệ 39B để có thể tiến hành sứ mệnh giải cứu STS-400 nếu cần.

### Chương trình Constellation
Tổ hợp Phóng 39B có kế hoạch sẽ được cấu hình lại để phóng tàu Ares I có người lái như một phần của chương trình Constellation; nhiệm vụ Ares I-X đã phóng một nguyên mẫu Ares I từ 39B vào tháng 10 năm 2009 trước khi chương trình bị hủy bỏ vào năm tiếp theo.

### Chương trình Artemis
Ngày 16 tháng 11 năm 2022, lúc 06:47:44 UTC, Hệ thống Tên lửa đẩy Vũ trụ được phóng từ LC-39B như một phần của sứ mệnh Artemis I.

## Tình trạng hiện tại
Sau chuyến bay thử nghiệm Ares I-X vào năm 2009, NASA đã di chuyển Fixed Service Structure (FSS) khỏi Bệ phóng 39B, trả lại vị trí này theo thiết kế "bệ phóng sạch" giống Apollo lần đầu tiên kể từ năm 1977. Phương pháp này nhằm mục đích giúp nhiều loại phương tiện có thể đến bệ phóng bằng các cấu trúc dịch vụ (service structure) trên bệ phóng di động, thay vì sử dụng cấu trúc cố định trên bệ phóng. LH2, LOX và các bể chứa nước dùng cho hệ thống giảm thanh là những cấu trúc duy nhất còn sót lại từ kỷ nguyên tàu con thoi.
Năm 2014, NASA thông báo sẽ cung cấp LC-39B cho khách hàng thương mại vào những thời điểm SLS không sử dụng đến. Sau đó, NASA đã đồng ý cho phép Orbital ATK sử dụng LC-39B cho phương tiện phóng OmegA của họ. Tuy nhiên, Northrop Grumman, bên đã mua lại Orbital ATK vào tháng 6 năm 2018, đã hủy bỏ việc phát triển OmegA vào tháng 9 năm 2020 trước khi bất kỳ phi vụ phóng nào diễn ra; do đó, SLS sẽ vẫn là đối tác duy nhất của LC-39B trong tương lai gần.
Tính đến  tháng 11 năm 2022, LC-39B là nơi quản lý các hoạt động xử lý và phóng của SLS như một phần của giai đoạn đầu tiên trong một dự án gồm năm giai đoạn. Giai đoạn thứ hai của dự án này hiện đang dự thảo ngân sách khoảng 89,2 triệu đô la Mỹ.

## Thống kê phi vụ phóng
- Saturn V
- Saturn IB
- Tàu con thoi
- Ares I
- SLS